# Саккетти, Дардано
Дардано Саккетти (итал. Dardano Sacchetti; род. 27 июня 1944, Монтенеро-ди-Бизачча, Королевство Италия) — итальянский сценарист, который часто работал с режиссерами Ламберто Бавой и Лучо Фульчи. На протяжении своей 40-летней карьеры написал около сотни киносценариев.

## Биография
Родился 27 июня 1944 года в коммуне Монтенеро-ди-Бизачча, незадолго до освобождения Италии от фашизма.
Его карьера началась после знакомства с Дарио Ардженто, для которого 27-летний Саккетти написал рассказ «Кот с девятью хвостами» (1971); для последующих его сценариев характерны жестокость, чёрный юмор и цинизм, сцены, проникнутые саспенсом и размышления о смерти. В работе использовал псевдонимы Фрэнк Коста (англ. Frank Costa), Джимми Гулд (англ. Jimmy Gould), Дэвид Паркер-младший (англ. David Parker Jr) и Джерри Голдсмит (англ. Jerry Goldsmith).
В течение многих лет он редактировал колонку в ежемесячном журнале о кино Nocturno Cinema, а на официальном сайте журнала у него был в течение некоторого времени свой раздел, в котором он рассказывал о своей писательской деятельности и отвечал на вопросы читателей.

## Личная жизнь
Супруга — сценаристка и писательница Элиза Бриганти, которая часто работала вместе с мужем.

## Избранная фильмография
- 1971 — «Кот с девятью хвостами» / Il gatto a nove code
- 1971 — «Кровавый залив» / Reazione a catena
- 1976 — «Рим полный насилия» / Roma a mano armata
- 1977 — «Семь нот в темноте» / Sette note in nero
- 1979 — «Зомби 2» / Zombi 2 (в титрах не указан)
- 1980 — «Город живых мертвецов» / Paura nella città dei morti viventi
- 1980 — «Апокалипсис каннибалов» / Apocalypse domani
- 1981 — «Седьмые врата ада» / …e tu vivrai nel terrore! — L’aldilà
- 1981 — «Дом на краю кладбища» / Quella villa accanto al cimitero
- 1982 — «Нью-йоркский потрошитель» / Lo squartatore di New York
- 1982 — «1990: Воины Бронкса» / 1990 — I guerrieri del Bronx
- 1982 — «Амитивилль 2: Одержимость» / Amityville Possession (в титрах не указан)
- 1983 — «Побег из Бронкса» / Fuga dal Bronx
- 1984 — «Воины-2072» / I guerrieri dell’anno 2072
- 1984 — «Акула-монстр» / Shark — Rosso nell’oceano
- 1985 — «Режь и беги» / Inferno in diretta
- 1985 — «Демоны» / Dèmoni
- 1986 — «Демоны 2» / Dèmoni 2… L’incubo ritorna
- 1986 — «Отсчёт тел» / Camping del terrore
- 1987 — «Ужас кладбища» (ТВ-фильм) / Una notte al cimitero
- 1989 — «Демоны 3» / La casa dell’orco
- 1989 — «Собор» / La chiesa
- 1992 — «Ангел с ружьём» / L’angelo con la pistola